# Кунстхалле Майнца
Кунстхалле Майнца (нем. Kunsthalle Mainz) — художественная галерея в городе Майнц (земля Рейнланд-Пфальц), открытая в марте 2008 года в комплексе зданий бывшей портовой электростанции, построенной по проекту архитектора Эдуарда Крейсига в 1887 году; новое высотное здание («башня» высотою в 21 метр) было возведено специально для музея в 2006 году; общая выставочная площадь шести музейных залов — по три в старом корпусе и в новой башне — составляет 840 м². Художественный музей Майнца специализируется на временных выставках, посвящённых современному искусству.

## История и описание

### Здание
Кунстхалле в Майнце был торжественно открыт 1 марта 2008 года; перестройка зданий для будущей галереи началась в 2006 году; для реконструкции комплекса зданий бывшей портовой электростанции — построенной по проекту архитектора Эдуарда Крейсига в 1887 году — берлинское архитектурное бюро Гюнтера Цампа Келпа (род. 1941) подготовило специальный проект. Проект включал в себя полную реконструкцию и перестройку протяженного одноэтажного кирпичного корпуса, а также — закрытие узкого зазора между строениями комплекса; в зазор было «вставлено» новое высотное здание (башня), высотой в 21 метр и имеющее наклон в семь градусов. Предполагалось, что цветная башня станет ярким градостроительным акцентом всего проекта.
Общая выставочная площадь шести музейных залов (по три в старом корпусе и в новой башне) составляет 840 м²; в рамках проекта, бывший моторный сарай стал выполнять роль помещения для кафе. Дизайн интерьера всего музея был выполнен студий «neo.studio» (Neumann Schneider Architek).

### Деятельность
Кунстхалле Майнца является местом проведения временных выставок произведений современного искусства: в его залах проходят как монографические, так и тематические выставки как немецких, так и международных художников. Для каждой выставки посетителям предлагают и дополнительные мероприятия («посредничества»): туры, семинары, лекции — которые предназначены как для взрослых, так и для детей или подростков. Помимо выставок, дополнительная программа включает в себя дискуссии, выступления самих художников или серии лекций по актуальным темам, связанным с современным искусством. Кроме того, в сентябре 2012 года был открыт небольшой кинозал, позволяющий демонстрировать как произведения видео-арта, так и фильмы. Среди прочих, здесь были представлены фильмы Джоан Джонас, Пипилотти Рист, Анри Сала, Клеменса фон Ведемейера, Мэтью Барни, Марты Рослер, Марии Лассниг, Джона Бока и Фрэнсиса Аласа.
Кунстхалле Майнц спонсируется фондом «Stiftung Kunsthalle Mainz», создание которого было инициировано местными властями. С июня 2015 года музеем руководит куратор Штефани Бётчер (Stefanie Böttcher); она видит галерею в Майнце как «игрока в высшей музейной лиге» — то есть площадкой, способной на равных конкурировать с другими художественными галереями, расположенными в более крупных художественных центрах (например, в Кёльне или Берлине). Она также полагает, что критерием попаданием в число выставляемых авторов должно являться не место рождения или жительства художника, а качество создаваемых им работ; иначе говоря, местный региональный художник может выставляться в Кунстхалле, только если его работы интересны и современны в художественном плане.[значимость факта?]